# Centistina zitaniae
Centistina zitaniae är en stekelart som beskrevs av Van Achterberg och Shaw 2000. Centistina zitaniae ingår i släktet Centistina och familjen bracksteklar. Inga underarter finns listade.